# おめでとう日本列島
おめでとう日本列島（おめでとうにほんれっとう）は、ラジオ第1放送で2004年から2014年まで元日に放送していた長時間ワイド生番組である。

## 概要
本番組は、スタジオトークや全国各地のNHK放送局からの生リポート中継などを織り交ぜながら、毎年元日の朝より午後まで長時間ワイド方式で生放送され、基本的には正午のニュースを挟んでの2部構成で、午後の天皇杯全日本サッカー選手権大会決勝戦の中継開始までの放送を行い、サッカー中継終了後に第3部として夕方まで生放送を行った年もある。
番組タイトルの末尾にはその年の年数が入り（例：「おめでとう日本列島2014」）、放送年によってはサブタイトルが付加される場合もあった。
パーソナリティにはNHKアナウンサーが起用されることが多いが、各方面で活動する著名人がパーソナリティを務めた年もある。

## 放送詳細

### 過去の放送
- 2004年 - 「おめでとう日本列島2004 －確かめよう! 心の絆－」[1]
  - パーソナリティ：東ちづる（タレント）、松井治伸（NHKアナウンサー）
  - 放送時間：2004年1月1日 08:05~18:50（天皇杯全日本サッカー選手権大会中継を挟んでの3部構成）
- 2005年 - 「おめでとう日本列島2005 －未来への希望－」[2]
  - パーソナリティ：白井貴子（歌手）、金井直己（NHKアナウンサー）
  - 放送時間：2005年1月1日 06:10~13:20
- 2006年～2008年：詳細不明
- 2009年 - 「おめでとう日本列島2009 ～新しいスタートラインへ～」[3]
  - パーソナリティ：中江有里（女優）、山本哲也（NHKアナウンサー）
  - 放送時間：2009年1月1日 09:05~13:45
- 2010年 - 「おめでとう日本列島2010 『変わるもの変わらないもの』」[4]
  - パーソナリティ：奥山佳恵（女優）、山本哲也（NHKアナウンサー）
  - 放送時間：2010年1月1日 09:05~13:45
- 2011年 - 「おめでとう日本列島2011」[5]
  - パーソナリティ：山本哲也（NHKアナウンサー）
  - 放送時間：2011年1月1日 09:05~13:45
- 2012年：詳細不明
- 2013年 - 「おめでとう日本列島2013」[6]
  - パーソナリティ：村治佳織（ギタリスト）、中谷文彦（NHKアナウンサー）
  - 放送時間：2013年1月1日 09:05~13:45
- 2014年 - 「おめでとう日本列島2014」[7]
  - パーソナリティ：中谷文彦、寺門亜衣子（いずれもNHKアナウンサー）
  - 放送時間：2014年1月1日 08:05~13:45